# Dzyunashogh
Dsyunashogh là một đô thị thuộc tỉnh Lori, Armenia. Dân số ước tính năm 2011 là 153 người.